# Anton Krivotsyuk
Anton Krivotsyuk (en ucraniano: Антон Вікторович Кривоцюк; Kiev, 20 de agosto de 1998) es un futbolista ucraniano, nacionalizado azerí, que juega en la demarcación de defensa para el Daejeon Hana Citizen F. C. de la K League 1.

## Selección nacional
Tras jugar con la sub-17, la sub-19 y con la sub-21, finalmente debutó con la selección absoluta el 25 de marzo de 2019. Lo hizo en un partido amistoso contra Lituania que finalizó con un resultado de empate a cero.

## Clubes
| Club                       | País          | Año       | Partidos | Goles |
| -------------------------- | ------------- | --------- | -------- | ----- |
| Neftçi PFK                 | Azerbaiyán    | 2017-2021 | 105      | 10    |
| Wisła Płock                | Polonia       | 2021-2023 | 28       | 3     |
| Daejeon Hana Citizen F. C. | Corea del Sur | 2023-     | 61       | 3     |

## Palmarés

### Títulos nacionales
| Título                     | Club       | País       | Año  |
| -------------------------- | ---------- | ---------- | ---- |
| Liga Premier de Azerbaiyán | Neftçi PFK | Azerbaiyán | 2021 |